# سوسک بهار
سوسک بهار (نام علمی: Elateridae) نام یک تیره از زیرراسته سوسک‌های همه‌چیزخوار است.